# Corcoran (Minnesota)
Corcoran is een plaats (city) in de Amerikaanse staat Minnesota, en valt bestuurlijk gezien onder Hennepin County.

## Demografie
Bij de volkstelling in 2000 werd het aantal inwoners vastgesteld op 5630.
In 2006 is het aantal inwoners door het United States Census Bureau geschat op 5692, een stijging van 62 (1.1%).

## Geografie
Volgens het United States Census Bureau beslaat de plaats een oppervlakte van
93,0 km², waarvan 92,6 km² land en 0,4 km² water.

## Plaatsen in de nabije omgeving
De onderstaande figuur toont nabijgelegen plaatsen in een straal van 12 km rond Corcoran.